# Sungsotia uenoi
Sungsotia uenoi – gatunek kosarza z podrzędu Laniatores i rodziny Epedanidae. Jedyny znany przedstawiciel monotypowego rodzaju Sungsotia.

## Występowanie
Gatunek znany z jaskini w Wietnamie.